# Name Is 4Minute
Name Is 4Minute é o quarto extended play do girl group sul-coreano 4Minute, lançado em 26 de abril de 2013. O EP tem como único single a faixa "What's Your Name?", que se tornou o single mais bem sucedido do grupo depois de atingir a posição de número 1 no Gaon Singles Chart e se tornando um dos singles mais vendidos de 2013.

## Antecedentes
Em 4 de fevereiro de 2013, a Cube Entertainment anunciou que o 4Minute lançaria um novo material no primeiro semestre do ano.
Foi ainda explicado que a nova música delas seria mais parecida com o single de estreia, mais "estimulante e poderosa", de acordo com a gravadora Cube Entertainment.
O EP inclui o single "What's Your Name?" que foi produzida pelo produtor e rapper sul-coreano Brave Brothers. Ela apresenta um "estilo hip-hop, onde usa sons únicos e tem uma melodia de ritmo acelerado e cheio de ritmo". O single é precedido por "What's My Name?" que introduz a faixa. Três outras músicas seguem: "Whatever" é descrito pelos produtores do álbum como "única". "Gimme That" é uma música "ambiciosa" que "pede a um homem para mostrar seu lado masculino por amor". "Domino" é descrita como "um forte gênero de hip hop e blues, junto com uma poderosa melodia de rock".

## Divulgação e lançamento
Em 19 de abril, "What's Your Name?" foi confirmado como single principal.
O EP foi planejado para ser lançado em 25 de abril, no entanto, devido as filmagens adicionais para a faixa título "What's Your Name?", em 19 de abril, a Cube adiou o lançamento para o dia 26, "Embora seja apenas um dia, para consolar os fãs sobre o atraso, vamos prepará-lo com o melhor de nossa capacidade."
O vídeo musical estreou em 26 de abril no mesmo dia do lançamento do álbum.
O grupo promoveu a música "What's Your Name?" em shows de música junto com a faixa "Whatever". "What's Your Name?" alcançou o número 1 no chart semanal da Gaon e o Billboard Korea K-Pop Hot 100. Também foi o número 6 no chart de fim de ano da Gaon em 2013.
Em 6 de maio, a integrante Hyuna de repente desmaiou devido à febre alta e desidratação, e foi hospitalizada em 7 de maio. A Cube anunciou que as outras quatro integrantes continuariam com as promoções e performances. Hyuna se juntou ao grupo para a apresentação de 16 de maio no M! Countdown.

## Lista de faixas
| N.º            | Título                                                | Letras                                       | Música                            | Duração |  |
| 1.             | "What's My Name?"                                     | Seo Jae-woo Seo Young-bae                    | Seo Jae-woo Seo Young-bae         | 01:19   |  |
| 2.             | "What's Your Name?" (이름이 뭐예요?; Ireumi Mwoyeyo?) | Brave Brothers                               | Brave Brothers Elephant Kingdom   | 03:06   |  |
| 3.             | "Whatever"                                            | Kim Tae-ho D3O Aileen De La Cruz             | D3O Aileen De La Cruz Seo Jae-woo | 02:58   |  |
| 4.             | "Gimme That"                                          | Im Sang-hyuk Kim Tae-ho Son Young-jin Slrppy | Slrppy Son Young-jin              | 03:23   |  |
| 5.             | "Domino"                                              | Min Yeon-jae Faces of Glory                  | Faces of Glory                    | 03:35   |  |
| Duração total: | Duração total:                                        | Duração total:                               | Duração total:                    | 14:13   |  |

## Charts

### Álbum
| Chart                        | Posições |
| ---------------------------- | -------- |
| Gaon Weekly album chart      | 2        |
| Gaon Monthly album chart     | 8        |
| Billboard World Albums Chart | 13       |

### Vendas e certificações
| Chart (2013)          | Quantidade |
| --------------------- | ---------- |
| Gaon (vendas físicas) | 15,620     |

## Histórico de lançamento
| País          | Data                | Formatos             | Gravadora          |
| ------------- | ------------------- | -------------------- | ------------------ |
| Coreia do Sul | 26 de abril de 2013 | CD, download digital | Cube Entertainment |